# Томаш Борец
JUDr. Томаш Борец (словац. Tomáš Borec; *17 січня 1967, Братислава) — колишній міністр юстиції Словаччини, з 4 квітня 2012 до 23 березня 2016 року в Другому уряді Роберта Фіцо.
З 10 червня 2017 року є головою Асоціації правників Словаччини (SAK).

## Освіта
- юридичний факультет[sk] Університету Коменського, Mgr. (1989)
- Юридичний факультет Університету Коменського в Братиславі, JUDr. (1990)
- Duke University School of Law — Summer Institute Brussels, Бельгія (1992)
- United Kingdom Central European Legal Scholarship, Лондон (1993)

## Стажування
- Адвокатська фірма JUDr. Ján Havlát у Братиславі (1990–1993)

## Правова практика
- AK Havlát, Borec & Partners, Братислава (1993–1997)
- Співпраця зі Squire, Sanders (2000–2003)
- Наша власна юридична фірма в Братиславі (2000–2009)
- Адвокатська контора Borec & Bohunský, Братислава (з 2009 року)

## Інша юридична практика
- Керівник юридичного департаменту Citibank (Словаччина) a.s. (1997–2000)

## Праця в органах Словацької колегії адвокатів
- Голова Асоціації правників Словаччини[sk] SAK (з 2010 року)
- Голова тестової комісії SAK (з 2010 року)
- Голова тестової ради SAK (з 2010 року)
- Голова робочої групи з адвокатури (з 2010 року)
- член Дисциплінарного комітету SAK (2004–2010)
- Викладач на семінарських та адвокатських семінарах з питань арбітражу

## Інша діяльність
- Арбітр Арбітражного суду Словацької торгово-промислової палати (з 2001 р.)
- Суддя Центру альтернативного вирішення спорів (ADR) щодо доменних імен.eu Арбітражного суду Економічної палати Чеської Республіки та Аграрної палати Чеської Республіки (з 2005 року)